# Swan Manufacturing Company
Swan Manufacturing Company war ein US-amerikanischer Hersteller von Automobilen. Eine andere Quelle nennt die Firmierung Swan Electric Company.

## Unternehmensgeschichte
William J. Swan war Elektriker in Middletown in Connecticut. Dort stellte er 1903 einen Prototyp her. Er suchte Geldgeber. Anfang 1904 gründete er zusammen mit Z. E. Dowd und Frank H. Harriman das Unternehmen in Hartford in Connecticut. Eine zweite Quelle bestätigt die Gründung 1904. Im gleichen Jahr begann die Produktion von Automobilen. Der Markenname lautete Swan. Geplant waren außerdem Motoren, Maschinen, elektrische Apparate und Zubehörteile für Fahrzeuge. Noch 1904 endete die Produktion.

## Fahrzeuge
Der Prototyp hatte einen Einzylindermotor mit Luftkühlung. Er leistete 5 PS und trieb über eine Kardanwelle die Hinterachse an. Gelenkt wurde mit einem Lenkrad. Der Aufbau war ein Runabout. Der Neupreis sollte 450 US-Dollar betragen.
Die Serienmodelle hatten ebenfalls einen Ottomotor.